# Turkish Airlines

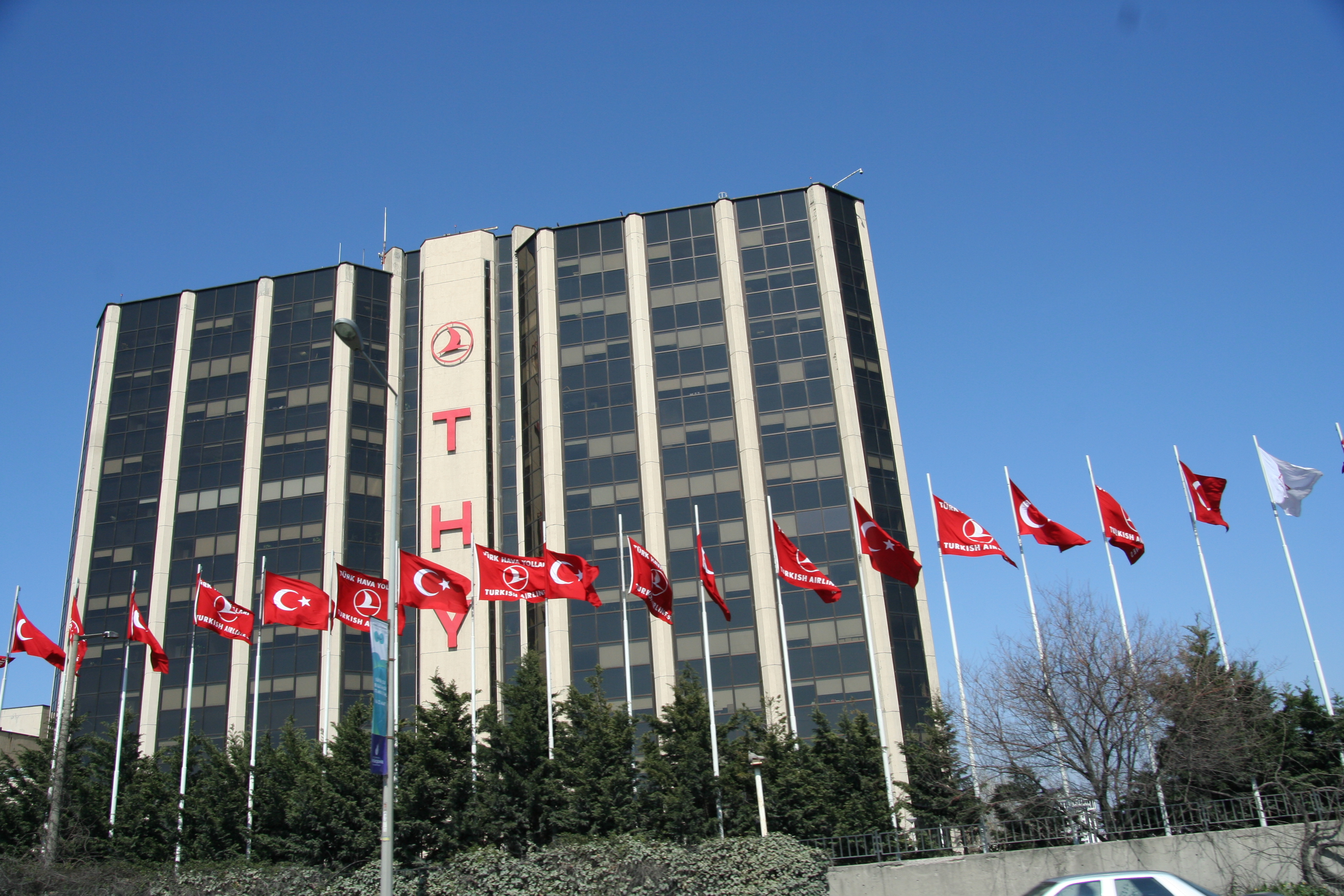
Turkish Airlines Building

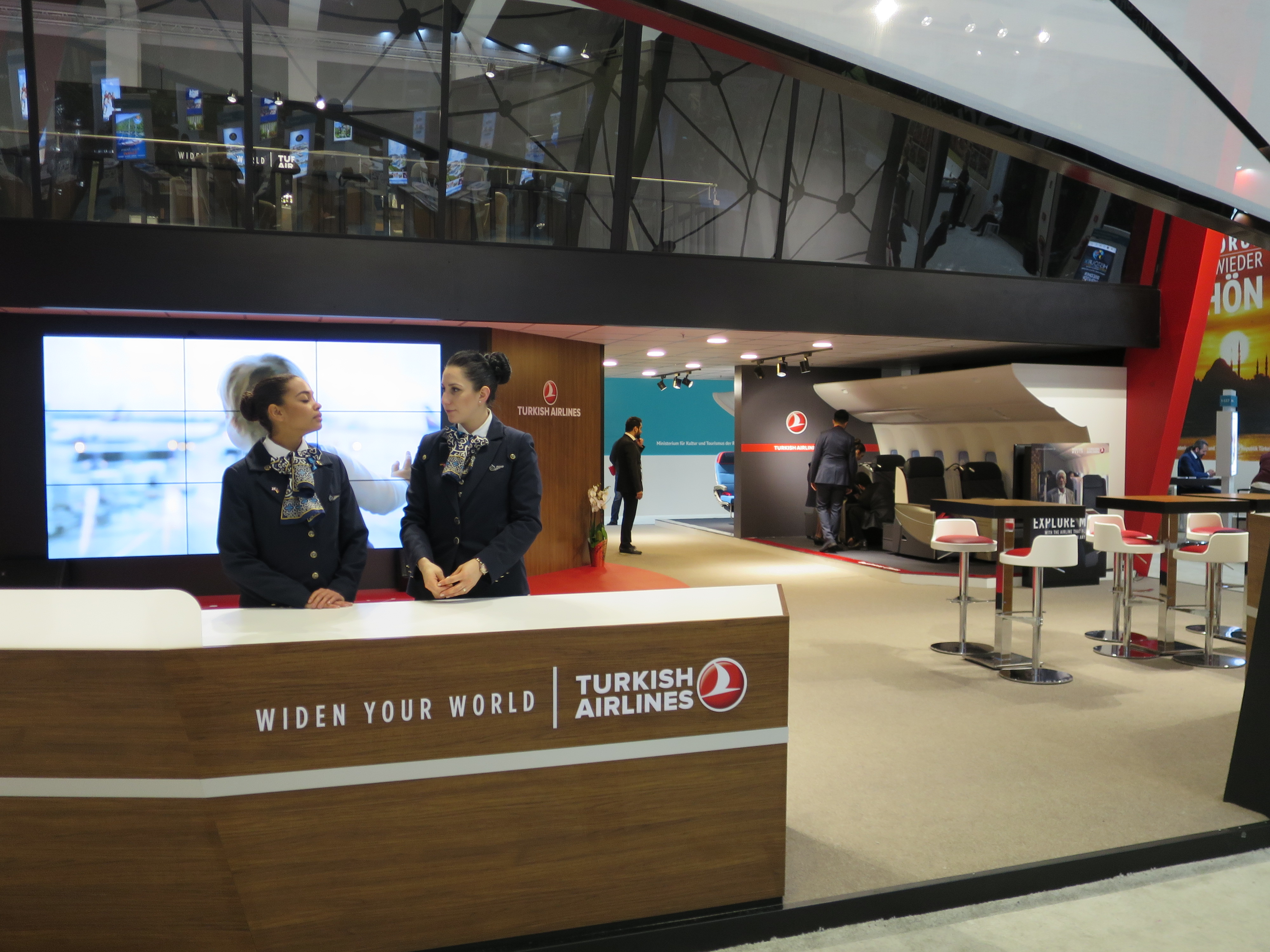
Turkish Airlines na ITB Berlin 2017

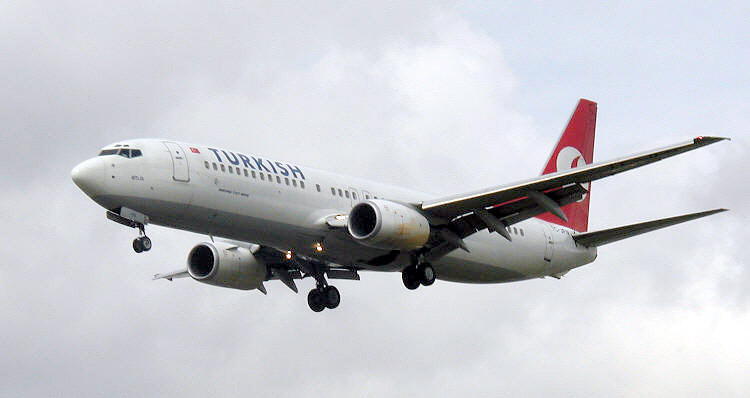
Boeing 737-400 w barwach Turkish Airlines

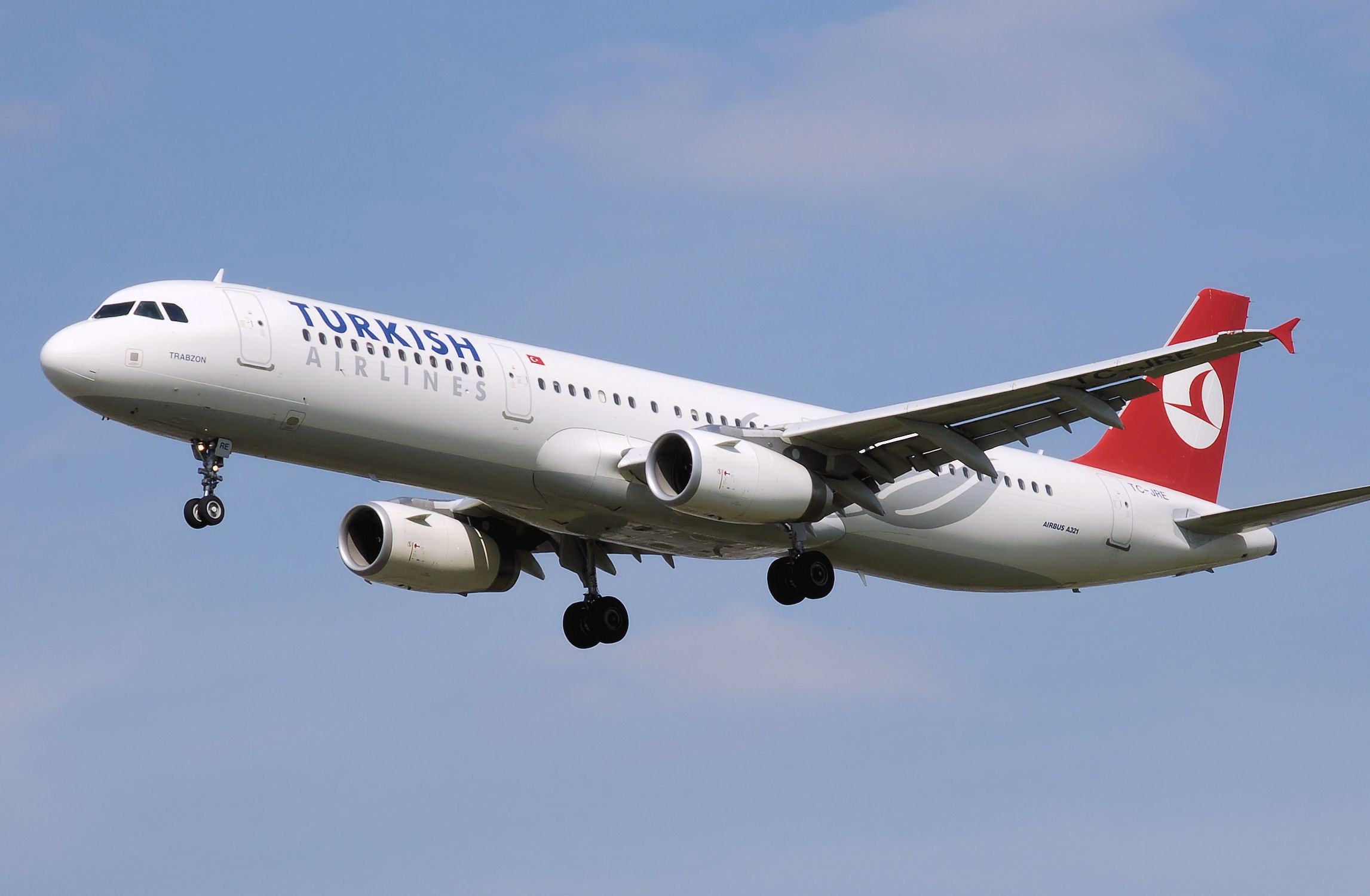
Airbus A321-200 w barwach Turkish Airlines

Turkish Airlines (tur. Türk Hava Yolları) – narodowe tureckie linie lotnicze, z siedzibą w Stambule. Od 2008 w sojuszu Star Alliance. Oferują połączenia z Europą, Bliskim Wschodem, Dalekim Wschodem, Ameryką Północną, Ameryką Południową, Afryką i Oceanią. Głównym portem jest port lotniczy Stambuł.
Agencja ratingowa Skytrax przyznała linii 4 gwiazdki.

## Porty docelowe
Według stanu na sierpień 2025 Turkish Airlines obsługiwało loty do 124 państw na całym świecie. W swojej siatce linie oferowały połączenia na 46 kierunkach krajowych oraz 240 międzynarodowych. 

Mapa państw, do których lata Turkish Airlines

## Linie partnerskie
Turkish Airlines ma codeshare z następującymi liniami (* członek sojuszu Star Alliance):
| - Aegean Airlines* - Air Astana - Air Albania - Air Algerie - airBaltic - Air Canada* - Air China* - Air Europa - Air India* - Air New Zealand* - Air Seychelles - Air Serbia - ANA* - Asiana Airlines* - Avianca* - Azerbaijan Airlines - Azul - Bangkok Airways - Batik Air | - Croatia Airlines* - Copa Airlines* - EgyptAir* - Ethiopian Airlines* - Etihad Airways - EVA Air* - Finnair - Garuda Indonesia - GOL - Gulf Air - Hongkong Airlines - Icelandair - IndiGo - ITA Airways - jetBlue - KM Malta - Kuwait Air - LATAM - LOT* | - Luxair - Malaysia Airlines - MEA - MIAT - Oman Air - PIA - Philipine Airlines - Royal Air Maroc - Royal Brunei - Royal Jordanian - RwandAir - Sichuan Airlines - Singapore Airlines* - TAP Portugal* - TAROM - Thai* - Uzbekistan Airways - United Airlines* - Vietnam Airlines |

## Flota
Według stanu na sierpień 2025 flota Turkish Airlines składała się z 388 samolotów, w tym 18 przeznaczonych do transportu cargo, o średnim wieku 9,5 lat:
| Samolot                | Samolot | Samolot   | Liczba miejsc      | Liczba miejsc      | Liczba miejsc      | Uwagi                                     |
| Model                  | Aktywne | Zamówione | B                  | E                  | Łącznie            | Uwagi                                     |
| ---------------------- | ------- | --------- | ------------------ | ------------------ | ------------------ | ----------------------------------------- |
| Airbus A319-100        | 6       | –         | –                  | 132                | 132                | Elastyczna konfiguracja miejsc klas B i E |
| Airbus A320-200        | 21      | 1         | –                  | 159                | 159                | Elastyczna konfiguracja miejsc klas B i E |
| Airbus A320-200        | 21      | 1         | –                  | 180                | 180                | Elastyczna konfiguracja miejsc klas B i E |
| Airbus A320-200        | 21      | 1         | –                  | 186                | 186                | Elastyczna konfiguracja miejsc klas B i E |
| Airbus A321-200        | 68      | 1         | 20                 | 158                | 178                |                                           |
| Airbus A321-200        | 68      | 1         | 16                 | 164                | 180                |                                           |
| Airbus A321-200        | 68      | 1         | –                  | 194                | 194                |                                           |
| Airbus A321-200        | 68      | 1         | –                  | 220                | 220                |                                           |
| Airbus A321neo         | 57      | 172       | 20                 | 162                | 182                | Zamówione w grudniu 2023                  |
| Airbus A321neo         | 57      | 172       | 16                 | 174                | 190                | Zamówione w grudniu 2023                  |
| Airbus A330-200        | 12      | –         | 18                 | 232                | 250                |                                           |
| Airbus A330-200        | 12      | –         | 24                 | 255                | 279                |                                           |
| Airbus A330-300        | 37      | –         | 28                 | 288                | 316                |                                           |
| Airbus A330-300        | 37      | –         | 32                 | 297                | 329                |                                           |
| Airbus A350-900        | 29      | 61        | 32                 | 297                | 329                | Zamówione w grudniu 2023                  |
| Airbus A350-900        | 29      | 61        | 28                 | 288                | 316                | Zamówione w grudniu 2023                  |
| Airbus A350-1000       | –       | 15        | –                  | –                  | –                  | Zamówione w grudniu 2023                  |
| Boeing 737-800         | 40      | –         | 16                 | 135                | 151                |                                           |
| Boeing 737-900ER       | 15      | –         | 16                 | 135                | 151                |                                           |
| Boeing 737-900ER       | 15      | –         | 16                 | 153                | 169                |                                           |
| Boeing 737 MAX 8       | 20      | 21        | 16                 | 135                | 151                |                                           |
| Boeing 737 MAX 9       | 5       | –         | 16                 | 153                | 169                |                                           |
| Boeing 777-300ER       | 36      | –         | 49                 | 300                | 349                |                                           |
| Boeing 777-300ER       | 36      | –         | 28                 | 372                | 400                |                                           |
| Boeing 777-300ER       | 36      | –         | 7                  | 524                | 531                |                                           |
| Boeing 787-9           | 24      | 6         | 30                 | 270                | 300                |                                           |
| Turkish Airlines Cargo |         |           |                    |                    |                    |                                           |
| Airbus A330-200F       | 10      | –         | konfiguracja cargo | konfiguracja cargo | konfiguracja cargo |                                           |
| Airbus A350F           | –       | 5         | konfiguracja cargo | konfiguracja cargo | konfiguracja cargo | Zamówione w grudniu 2023                  |
| Boeing 777F            | 8       | 4         | konfiguracja cargo | konfiguracja cargo | konfiguracja cargo |                                           |
| Łącznie                | 388     | 286       |                    |                    |                    |                                           |